# Niklas Dittberner
Niklas Dittberner (* 5. November 1976 in Berlin) ist ein deutscher Rechtsanwalt und scripted-reality-Darsteller. Bekannt wurde er durch seine Auftritte in den Fernsehsendungen Familien-Fälle und Anwälte im Einsatz des deutschen Fernsehsenders Sat.1.

## Leben
Nach seinem bestandenen Abitur studierte Dittberner Rechtswissenschaften in Berlin, Brüssel und Zagreb. Er bestand seine zwei juristischen Staatsexamen und erhielt im Jahr 2006 seine Zulassung zum Rechtsanwalt.
Mit der Eröffnung seiner eigenen Anwaltskanzlei in Berlin machte er sich selbständig. Er ist seit 2010 Fachanwalt für Strafrecht. Von 2012 bis 2013 spielte er in der Sendung Familien-Fälle und von 2013 bis 2015 bei Anwälte im Einsatz mit.